# Incontri con gli umanoidi
Incontri con gli umanoidi (Encuentro en el abismo) è un film del 1979, diretto da Tonino Ricci con lo pseudonimo di Anthony Richmond. Il film è conosciuto anche con il titolo Uragano sulle Bermude - L'ultimo S.O.S..
La pellicola rientra in un filone cinematografico dedicato al Triangolo delle Bermude seguito al grande successo del libro di Charles Berlitz Bermuda, il triangolo maledetto (The Bermuda Triangle, 1974) che mescolano liberamente extraterrestri, civiltà scomparse, viaggi nel tempo, orrore e avventura (assieme a Il triangolo delle Bermude di René Cardona Jr. e Bermude: la fossa maledetta dello stesso Ricci).

## Trama
Bahamas. Due giovani sposini ricevono in dono dal signor Miles (il padre miliardario della sposa) uno yacht con il quale partono per il viaggio di nozze. Durante la dolce luna di miele però la coppia sparisce misteriosamente al largo delle Bermude. Il padre della sposa, anche se fortemente sconsigliato da esperti oceanografi, organizza una spedizione per ritrovarla. Imbarcatosi a bordo di un battello capitanato dal giovane Scott, il ricco Miles con la collaborazione del professor Peters dà così inizio alle ricerche ma fin da subito si susseguono strani avvenimenti.
Le telecamere da immersione utilizzate per riprendere stranamente non trasmetto nulla, alcuni sub dopo essersi immersi spariscono inspiegabilmente e le fotografie scattate nei fondali non impressionano la pellicola. Miles, senza lasciarsi intimorire da questi strani eventi, decide egli stesso di partecipare all'immersione successiva ed è a questo punto che viene svelata una sconvolgente verità. Dopo aver notato nel fondale marino una accecante fonte di luce, i sub ne vengono attratti ritrovandosi di colpo all'interno di una astronave aliena dove vi sono anche tutte le altre persone precedentemente scomparse.

## Promozione
"Loro esistono»... cercano il contatto..." è lo slogan utilizzato per pubblicizzare il film sulle locandine esposte nel periodo di programmazione cinematografica.

## Distribuzione
La pellicola è stata distribuita nei cinema italiani in un primo tempo col titolo Incontri con gli umanoidi e successivamente come Uragano sulle Bermude - L'ultimo S.O.S.

### Data di uscita
Alcune date di uscita internazionali nel corso degli anni sono state:
- 5 aprile 1979 in Italia[8]
- 15 febbraio 1980 in Spagna (Encuentro en el abismo)[9]

## Accoglienza

### Critica
In un articolo apparso nel 1986 sul quotidiano Stampa Sera, la pellicola viene definita "ennesimo film sul triangolo delle Bermude", affermando che "l'idea di partenza è piuttosto interessante e richiama alla memoria i racconti dei tempi d'oro della fantascienza. [...] Peccato che il film sia stato realizzato con pochi soldi (o con tanti soldi spesi male, che è la stessa cosa) e porti la firma non illustrissima del nostro Tonino Ricci. I tre diversi titoli si riferiscono alla stessa pellicola."
Fantafilm scrive che la trama "tradisce un'ispirazione spielberghiana nell'approccio al tema dell'incontro con l'alieno pacifico, particolarmente evidente nella scena conclusiva della partenza dell'astronave, ma la povertà di mezzi e l'intreccio con i misteri del Triangolo banalizzano anche i migliori propositi."